# Elezioni politiche in Italia del 1968 per circoscrizione (Senato della Repubblica)
Le elezioni politiche in Italia del 1968 nelle circoscrizioni del Senato della Repubblica videro i seguenti risultati.

## Risultati
Circoscrizione Piemonte;
| Liste                         | Voti      | %     | Seggi |
| ----------------------------- | --------- | ----- | ----- |
| Democrazia Cristiana          | 937 700   | 36,71 | 10    |
| PCI - PSIUP                   | 744 349   | 29,14 | 7     |
| PSI-PSDI Unificati            | 450 769   | 17,65 | 4     |
| Partito Liberale Italiano     | 293 236   | 11,48 | 3     |
| MSI - PDIUM                   | 60 513    | 2,37  | –     |
| Partito Repubblicano Italiano | 42 876    | 1,68  | –     |
| Socialdemocrazia              | 25 086    | 0,98  | –     |
| Totale                        | 2 554 529 | 100   | 24    |

Circoscrizione Lombardia;
| Liste                                            | Voti      | %     | Seggi |
| ------------------------------------------------ | --------- | ----- | ----- |
| Democrazia Cristiana                             | 1 984 071 | 42,17 | 20    |
| PCI - PSIUP                                      | 1 238 087 | 26,32 | 12    |
| PSI-PSDI Unificati                               | 836 918   | 17,79 | 8     |
| Partito Liberale Italiano                        | 397 273   | 8,44  | 4     |
| Movimento Sociale Italiano                       | 177 956   | 3,78  | 1     |
| Partito Repubblicano Italiano                    | 53 080    | 1,13  | –     |
| Partito Democratico Italiano di Unità Monarchica | 17 465    | 0,37  | –     |
| Totale                                           | 4 704 850 | 100   | 45    |

Circoscrizione Trentino-Alto Adige;
| Liste                                      | Voti    | %     | Seggi |
| ------------------------------------------ | ------- | ----- | ----- |
| Democrazia Cristiana                       | 171 856 | 39,26 | 4     |
| Partito Popolare Sud Tirolese              | 131 071 | 29,94 | 2     |
| PSI-PSDI Unificati                         | 59 053  | 13,49 | 1     |
| PCI - PSIUP                                | 34 195  | 7,81  | –     |
| Partito Liberale Italiano                  | 19 429  | 4,44  | –     |
| Movimento Sociale Italiano                 | 13 060  | 2,98  | –     |
| Partito Sud Tirolese del Progresso Sociale | 5 870   | 1,34  | –     |
| Partito Repubblicano Italiano              | 3 255   | 0,74  | –     |
| Totale                                     | 437 789 | 100   | 7     |

Circoscrizione Veneto;
| Liste                         | Voti      | %     | Seggi |
| ----------------------------- | --------- | ----- | ----- |
| Democrazia Cristiana          | 1 172 706 | 53,10 | 13    |
| PCI - PSIUP                   | 448 237   | 20,30 | 5     |
| PSI-PSDI Unificati            | 369 676   | 16,74 | 4     |
| Partito Liberale Italiano     | 129 888   | 5,88  | 1     |
| MSI - PDIUM                   | 67 073    | 3,04  | –     |
| Partito Repubblicano Italiano | 20 888    | 0,95  | –     |
| Totale                        | 2 208 468 | 100   | 23    |

Circoscrizione Friuli-Venezia Giulia;
| Liste                         | Voti    | %     | Seggi |
| ----------------------------- | ------- | ----- | ----- |
| Democrazia Cristiana          | 326 417 | 45,21 | 4     |
| PCI - PSIUP                   | 164 602 | 22,80 | 2     |
| PSI-PSDI Unificati            | 137 242 | 19,01 | 1     |
| Partito Liberale Italiano     | 42 209  | 5,85  | –     |
| Movimento Sociale Italiano    | 40 572  | 5,62  | –     |
| Partito Repubblicano Italiano | 10 908  | 1,51  | –     |
| Totale                        | 721 950 | 100   | 7     |

Circoscrizione Liguria;
| Liste                                            | Voti      | %     | Seggi |
| ------------------------------------------------ | --------- | ----- | ----- |
| PCI - PSIUP                                      | 382 253   | 33,86 | 4     |
| Democrazia Cristiana                             | 381 571   | 33,80 | 4     |
| PSI-PSDI Unificati                               | 193 017   | 17,10 | 2     |
| Partito Liberale Italiano                        | 112 755   | 9,99  | 1     |
| Movimento Sociale Italiano                       | 36 322    | 3,22  | –     |
| Partito Repubblicano Italiano                    | 19 002    | 1,68  | –     |
| Partito Democratico Italiano di Unità Monarchica | 3 843     | 0,34  | –     |
| Totale                                           | 1 128 763 | 100   | 11    |

Circoscrizione Emilia-Romagna;
| Liste                         | Voti      | %     | Seggi |
| ----------------------------- | --------- | ----- | ----- |
| PCI - PSIUP                   | 1 101 745 | 46,76 | 12    |
| Democrazia Cristiana          | 630 896   | 26,78 | 6     |
| PSI-PSDI Unificati            | 361 251   | 15,33 | 3     |
| Partito Liberale Italiano     | 120 323   | 5,11  | 1     |
| Partito Repubblicano Italiano | 76 616    | 3,25  | –     |
| MSI - PDIUM                   | 65 133    | 2,76  | –     |
| Totale                        | 2 355 964 | 100   | 22    |

Circoscrizione Toscana;
| Liste                         | Voti      | %     | Seggi |
| ----------------------------- | --------- | ----- | ----- |
| PCI - PSIUP                   | 923 881   | 44,15 | 10    |
| Democrazia Cristiana          | 663 300   | 31,70 | 7     |
| PSI-PSDI Unificati            | 299 875   | 14,33 | 3     |
| Partito Liberale Italiano     | 84 983    | 4,06  | –     |
| Movimento Sociale Italiano    | 80 579    | 3,85  | –     |
| Partito Repubblicano Italiano | 40 110    | 1,92  | –     |
| Totale                        | 2 092 728 | 100   | 20    |

Circoscrizione Umbria;
| Liste                         | Voti    | %     | Seggi |
| ----------------------------- | ------- | ----- | ----- |
| PCI - PSIUP                   | 209 271 | 44,90 | 4     |
| Democrazia Cristiana          | 144 457 | 30,99 | 2     |
| PSI-PSDI Unificati            | 67 250  | 14,43 | 1     |
| Movimento Sociale Italiano    | 24 761  | 5,31  | –     |
| Partito Liberale Italiano     | 11 577  | 2,48  | –     |
| Partito Repubblicano Italiano | 8 785   | 1,88  | –     |
| Totale                        | 466 101 | 100   | 7     |

Circoscrizione Marche;
| Liste                         | Voti    | %     | Seggi |
| ----------------------------- | ------- | ----- | ----- |
| Democrazia Cristiana          | 318 888 | 40,76 | 4     |
| PCI - PSIUP                   | 274 120 | 35,03 | 3     |
| PSI-PSDI Unificati            | 106 357 | 13,59 | 1     |
| Partito Liberale Italiano     | 29 660  | 3,79  | –     |
| Movimento Sociale Italiano    | 27 886  | 3,56  | –     |
| Partito Repubblicano Italiano | 25 518  | 3,26  | –     |
| Totale                        | 782 429 | 100   | 8     |

Circoscrizione Lazio;
| Liste                                            | Voti      | %     | Seggi |
| ------------------------------------------------ | --------- | ----- | ----- |
| Democrazia Cristiana                             | 798 176   | 33,43 | 9     |
| PCI - PSIUP                                      | 708 702   | 29,68 | 8     |
| PSI-PSDI Unificati                               | 324 651   | 13,60 | 3     |
| Movimento Sociale Italiano                       | 234 878   | 9,84  | 2     |
| Partito Liberale Italiano                        | 189 662   | 7,94  | 2     |
| Partito Repubblicano Italiano                    | 70 328    | 2,95  | –     |
| Partito Democratico Italiano di Unità Monarchica | 50 548    | 2,12  | –     |
| Socialdemocrazia                                 | 10 987    | 0,46  | –     |
| Totale                                           | 2 387 932 | 100   | 24    |

Circoscrizione Abruzzo;
| Liste                         | Voti    | %     | Seggi |
| ----------------------------- | ------- | ----- | ----- |
| Democrazia Cristiana          | 292 568 | 47,42 | 4     |
| PCI - PSIUP                   | 167 634 | 27,17 | 2     |
| PSI-PSDI Unificati            | 77 667  | 12,59 | 1     |
| MSI - PDIUM                   | 49 861  | 8,08  | –     |
| Partito Liberale Italiano     | 19 004  | 3,08  | –     |
| Partito Repubblicano Italiano | 10 197  | 1,65  | –     |
| Totale                        | 616 931 | 100   | 7     |

Circoscrizione Molise;
| Liste                         | Voti    | %     | Seggi |
| ----------------------------- | ------- | ----- | ----- |
| Democrazia Cristiana          | 83 738  | 49,45 | 2     |
| PCI - PSIUP                   | 31 246  | 18,45 | –     |
| Partito Liberale Italiano     | 25 710  | 15,18 | –     |
| PSI-PSDI Unificati            | 21 732  | 12,83 | –     |
| Movimento Sociale Italiano    | 4 855   | 2,87  | –     |
| Partito Repubblicano Italiano | 2 070   | 1,22  | –     |
| Totale                        | 169 351 | 100   | 2     |

Circoscrizione Campania;
| Liste                                            | Voti      | %     | Seggi |
| ------------------------------------------------ | --------- | ----- | ----- |
| Democrazia Cristiana                             | 809 496   | 35,45 | 11    |
| PCI - PSIUP                                      | 593 632   | 26,00 | 8     |
| PSI-PSDI Unificati                               | 306 124   | 13,41 | 4     |
| Movimento Sociale Italiano                       | 205 140   | 8,98  | 2     |
| Partito Democratico Italiano di Unità Monarchica | 148 217   | 6,49  | 2     |
| Partito Liberale Italiano                        | 146 584   | 6,42  | 1     |
| Partito Repubblicano Italiano                    | 73 973    | 3,24  | 1     |
| Totale                                           | 2 283 166 | 100   | 29    |

Circoscrizione Puglia;
| Liste                                            | Voti      | %     | Seggi |
| ------------------------------------------------ | --------- | ----- | ----- |
| Democrazia Cristiana                             | 689 572   | 41,31 | 9     |
| PCI - PSIUP                                      | 483 352   | 28,95 | 6     |
| PSI-PSDI Unificati                               | 232 795   | 13,94 | 3     |
| Movimento Sociale Italiano                       | 140 035   | 8,39  | 2     |
| Partito Liberale Italiano                        | 71 622    | 4,29  | 1     |
| Partito Democratico Italiano di Unità Monarchica | 26 115    | 1,56  | –     |
| Partito Repubblicano Italiano                    | 25 892    | 1,55  | –     |
| Totale                                           | 1 669 383 | 100   | 21    |

Circoscrizione Basilicata;
| Liste                         | Voti    | %     | Seggi |
| ----------------------------- | ------- | ----- | ----- |
| Democrazia Cristiana          | 140 967 | 48,04 | 4     |
| PCI - PSIUP                   | 78 621  | 26,79 | 2     |
| PSI-PSDI Unificati            | 46 438  | 15,83 | 1     |
| Movimento Sociale Italiano    | 14 222  | 4,85  | –     |
| Partito Liberale Italiano     | 10 619  | 3,62  | –     |
| Partito Repubblicano Italiano | 2 564   | 0,87  | –     |
| Totale                        | 293 431 | 100   | 7     |

Circoscrizione Calabria;
| Liste                                            | Voti    | %     | Seggi |
| ------------------------------------------------ | ------- | ----- | ----- |
| Democrazia Cristiana                             | 350 925 | 40,17 | 5     |
| PCI - PSIUP                                      | 241 104 | 27,60 | 4     |
| PSI-PSDI Unificati                               | 151 396 | 17,33 | 2     |
| Movimento Sociale Italiano                       | 80 613  | 9,23  | 1     |
| Partito Liberale Italiano                        | 31 502  | 3,61  | –     |
| Partito Repubblicano Italiano                    | 12 126  | 1,39  | –     |
| Partito Democratico Italiano di Unità Monarchica | 5 848   | 0,67  | –     |
| Totale                                           | 873 514 | 100   | 12    |

Circoscrizione Sicilia;
| Liste                                            | Voti      | %     | Seggi |
| ------------------------------------------------ | --------- | ----- | ----- |
| Democrazia Cristiana                             | 758 845   | 35,46 | 11    |
| PCI - PSIUP                                      | 572 034   | 26,73 | 9     |
| PSI-PSDI Unificati                               | 238 760   | 11,16 | 3     |
| Movimento Sociale Italiano                       | 223 968   | 10,47 | 3     |
| Partito Liberale Italiano                        | 177 855   | 8,31  | 2     |
| Partito Repubblicano Italiano                    | 107 811   | 5,04  | 1     |
| Partito Democratico Italiano di Unità Monarchica | 60 666    | 2,83  | –     |
| Totale                                           | 2 139 939 | 100   | 29    |

Circoscrizione Sardegna;
| Liste                         | Voti    | %     | Seggi |
| ----------------------------- | ------- | ----- | ----- |
| Democrazia Cristiana          | 283 956 | 42,48 | 5     |
| PCI - PSIUP                   | 188 536 | 28,21 | 3     |
| PSI-PSDI Unificati            | 73 935  | 11,06 | 1     |
| MSI - PDIUM                   | 49 769  | 7,45  | –     |
| Partito Liberale Italiano     | 29 904  | 4,47  | –     |
| Partito Sardo d'Azione        | 25 891  | 3,87  | –     |
| Partito Repubblicano Italiano | 16 389  | 2,45  | –     |
| Totale                        | 668 380 | 100   | 9     |

Circoscrizione Valle d'Aosta.
| Liste                | Voti   | %     | Seggi |
| -------------------- | ------ | ----- | ----- |
| Democrazia Cristiana | 32 009 | 52,97 | 1     |
| Union Valdôtaine     | 28 414 | 47,03 | –     |
| Totale               | 60 423 | 100   | 1     |